# Baarn
Baarn  è una municipalità dei Paesi Bassi di 24 574 abitanti situata nella provincia di Utrecht.